# Cala de San Pedro (Níjar)
La cala de San Pedro se encuentra a unos 4 kilómetros de la barriada nijareña de Las Negras (provincia de Almería, Andalucía, España).

## Descripción
Su flora es subtropical.

## Acceso a la Cala de San Pedro
Para acceder a la Cala de San Pedro, es a pie (40 minutos a marcha rápida) o en barco (unos 6 euros por viaje).